# Matthew Conger
Pour les articles homonymes, voir Conger.
Matthew Conger, né le 11 octobre 1978, est un arbitre néo-zélandais de football.

## Biographie
Né en 1978 au Texas, il commence à arbitrer dès l'adolescence dans son Amérique natale.
Matthew Conger a notamment été arbitre durant la Coupe du monde de football des moins de 20 ans en 2015 puis en 2017, et lors des Jeux olympiques d'été de 2016.
Il officie son premier match de Coupe du monde le 22 juin 2018 qui oppose le Nigéria à l'Islande en phase de groupes.
Durant l'édition suivante, Conger dirige son deuxième match de Coupe du monde le 30 novembre 2022 entre la Tunisie et la France où il se fait remarquer en annulant le but égalisateur de la France après avoir sifflé la fin du match.